# Identitäre Bewegung Österreich

Logo der Identitären Bewegung, dessen Verwendung seit Juli 2021 in Österreich verboten ist

Die Identitäre Bewegung Österreich (IBÖ) ist eine 2012 gegründete rechtsextreme Gruppierung der Neuen Rechten, die den österreichischen Ableger der Identitären Bewegung darstellt.

## Geschichte

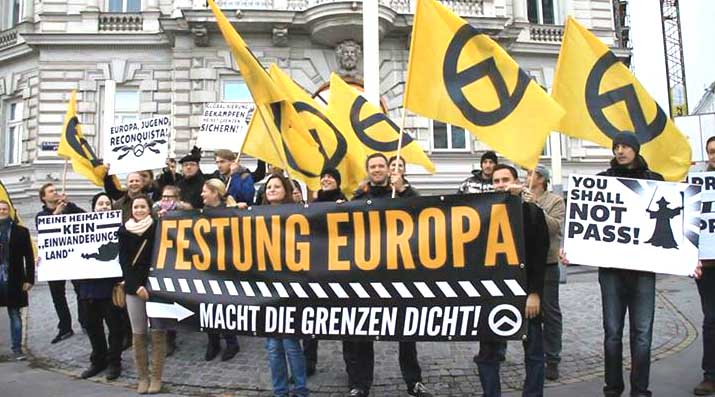
Kundgebung der Identitären Bewegung Österreich 2013

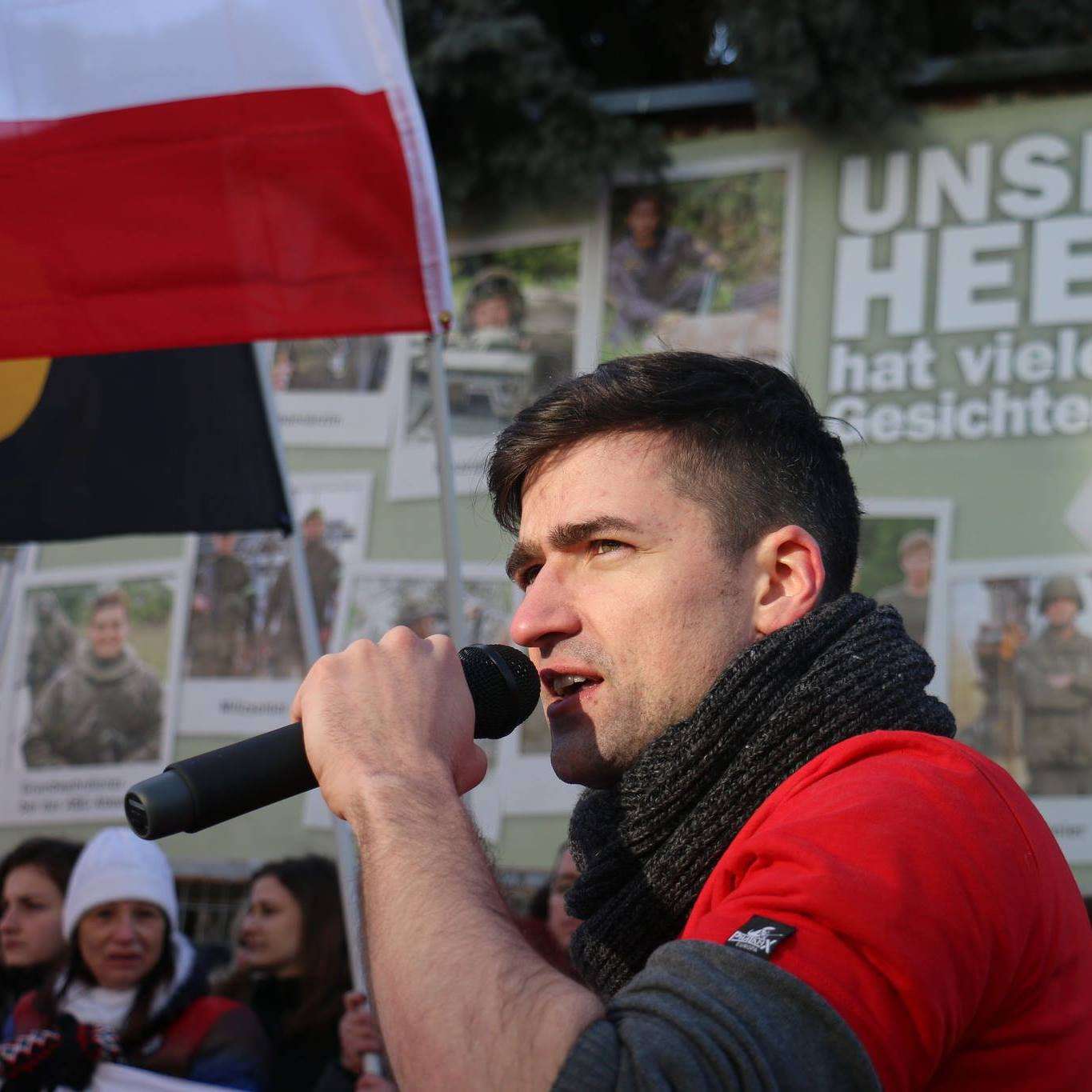
Martin Sellner, der Leiter der IBÖ, betrieb bis ins Jahr 2020 einen der meistabonnierten YouTube-Kanäle der rechten Szene

Die Identitäre Bewegung Österreich wurde 2012 als Gruppe „Wiens Identitäre Richtung“ (W.I.R.) von Alexander Markovics gegründet, die noch im selben Jahr im „Verein zur Erhaltung und Förderung der kulturellen Identität“ aufging. Am 30. September 2012 trat die Bewegung erstmals öffentlich in Erscheinung, als mit Affen- und Schweinemasken vermummte Aktivisten Teilnehmer eines von der Caritas veranstalteten afro-haitianischen Tanzworkshops in Wien umzingelten und in Angst versetzten. 2013 besetzten Aktivisten der IBÖ medienwirksam die von Flüchtlingen besetzte Wiener Votivkirche und verteilten Flugblätter mit dem Slogan „Asyl ja. Missbrauch nein“. Im Mai 2014 erfolgte erstmals eine Demonstration der Bewegung in Wien. Im April 2016 erregte zuerst die Erstürmung der Bühne des Audimax der Universität Wien bei der Aufführung des Theaterstücks Die Schutzbefohlenen durch ein hauptsächlich aus Flüchtlingen bestehendes Ensemble Aufsehen, wenig später die Enthüllung eines Transparents auf dem Wiener Burgtheater, in dem dasselbe Stück gegeben wurde. Für die Störaktion im Audimax, bei der Kunstblut verspritzt und Parolen geschrien wurden, verurteilte 2016 ein Bezirksgericht zehn Aktivisten zivilrechtlich wegen Besitzstörung.
Im Oktober 2016 waren die Identitären auf dem Kongress Verteidiger Europas vertreten.
Bei der Aktion Defend Europe, bei der europäische Identitäre 2017 das Schiff C Star charterten, um im Mittelmeer Flüchtlinge daran zu hindern, Europa zu erreichen, waren der Leiter der IBÖ Martin Sellner und ein ehemaliger Mitarbeiter des FPÖ-Politikers Christian Höbart an Bord.
Wieder im Zusammenhang mit der Audimax-Störaktion wurden im März 2018 Aktivisten der Identitären vom Vorwurf der Verhinderung einer Versammlung von einem Bezirksgericht freigesprochen, Sellner zusätzlich vom Vorwurf der Körperverletzung. Im April 2018 ermittelte die Staatsanwaltschaft Graz wegen Verdachts der Bildung einer kriminellen Vereinigung und Verhetzung und ließ mehrere Hausdurchsuchungen bei Identitären durchführen. Im Juli 2018 wurden 17 angeklagte Mitglieder der Identitären Bewegung Österreich – darunter ihr Leiter Martin Sellner – im Grazer Landesgericht von den Anklagepunkten Mitgliedschaft in einer kriminellen Vereinigung und Verhetzung in dubio pro reo freigesprochen. Ein dabei auch behandelter tätlicher Angriff auf den Rektor der Universität Klagenfurt, Oliver Vitouch, musste auf Anordnung des Oberlandesgerichts neu verhandelt werden. Im Juli 2019 wurde ein Identitärer dafür (nicht rechtskräftig) zu sechs Monaten Haft verurteilt.
Im März 2019 wurde bekannt, dass der Attentäter der Terroranschläge von Christchurch etwa 1500 Euro an den Leiter der IBÖ Martin Sellner gespendet hatte. Daher führte der Verfassungsschutz bei ihm Hausdurchsuchungen durch. Gegen diese Maßnahmen legte Sellner Beschwerde ein, der das Oberlandesgericht Graz am 3. Dezember 2019 stattgab. Bundeskanzler Sebastian Kurz (ÖVP) ließ die rechtliche Möglichkeit einer Auflösung der Organisation prüfen. In Folge der erhöhten medialen Aufmerksamkeit wurden zahlreiche Verflechtungen zwischen den Identitären und der FPÖ bekannt. Vizekanzler und FPÖ-Parteiobmann Heinz-Christian Strache schwor daraufhin auf einem Landesparteitag Anfang März 2019 die Partei auf eine strikte Abgrenzung von der Identitären Bewegung ein.
Für Mitglieder der Identitären wurden im Bundesheer „Sperrvermerke und Entorderung“ wirksam, also die Sperre für bestimmte Funktionen im Heer und die Entlassung von Milizsoldaten aus der Milizfunktion.
In der Folge der Abgrenzungsbestrebungen der FPÖ verlor die IBÖ ihre beiden infrastrukturellen Zentren. In Linz wurde im April der Mietvertrag für ihr Zentrum in der Villa Hagen gekündigt, die einem FPÖ-nahen Studentenverein gehört, im Juni 2019 endete das Mietverhältnis für das IBÖ-Zentrum in Graz, das sich in einer Wohnung des FPÖ-Gemeinderats Heinrich Sickl befand.
Am 27. Juli 2019 eröffneten die steirischen Identitären ein Haus in Eichkögl, das ihnen ein Pensionist für eine symbolische Ein-Euro-Miete angeboten hatte. Die Identitären wollen in der neuen Zentrale Vorträge halten und junge Aktivisten ausbilden.
Nach den Terroranschlägen von Christchurch 2019 und den bekannt gewordenen Verbindungen zwischen dem Täter und Sellner zeigten sich Zerfallserscheinungen in der IBÖ, was auch von zentralen Vertretern des Rechtsextremismus konstatiert wurde. Als Reaktion auf den Verlust politischer Relevanz gründete Sellner die Gruppe Die Österreicher, die im Jänner 2020 erstmals öffentlich in Erscheinung trat. Mit ihr sollen auch ältere Bevölkerungsschichten angesprochen werden, ihre Abkürzung DO5 spielt auf die Widerstandsgruppe O5 an. Die Gruppe bespielt inhaltlich dieselben Themen wie die IBÖ, und wird daher auch als reines Rebranding der IBÖ rezipiert.
Nach der Verbannung der IBÖ von Facebook und Instagram sperrten im Juli 2020 auch Twitter und YouTube Kanäle der Identitären. Seither setzte die Gruppe bei Sozialen Medien hauptsächlich auf Telegram. 2024 wurden die Konten der Identitären Bewegungen Österreich auf dem mittlerweile auf X umbenannten Twitter wieder entsperrt.
Im Juli 2021 wurde bekannt, dass die Identitären bereits im Frühjahr 2020 ein Haus in Steyregg gekauft haben. Das Haus ist zugleich Firmensitz des Softwareunternehmens Kvltgames, das 2020 ein von der Bundesprüfstelle für jugendgefährdende Medien für den deutschen Markt indiziertes Computerspiel veröffentlicht hat, welches als rechtsextrem, homophob, antisemitisch und antiziganistisch eingeordnet wird.
Anfang 2023 zog Martin Sellner sich zurück. Nachfolger in der Leitung wurden der Burschenschafter Gernot Schmidt und Jakob Gunacker, der auch das Identitären-Spin-off Die Österreicher anführt.
Im August 2024 veröffentlichten Journalisten von RTL Aussagen, die sie undercover bei einer Veranstaltung der Identitären in Wien aufgenommen hatten. Darin wird eine Besucherin mit den Holocaust relativierenden Aussagen zitiert und mit „Srebrenica 2.0“ ein Völkermord an Muslimen in Deutschland gefordert. Auch wurden Verstrickungen zwischen der AfD und den Identitären beobachtet. Die österreichische DSN leitete Ermittlungen ein.

## Programmatik
Auf ihrer Website präsentiert sich die Identitäre Bewegung Österreich als patriotische NGO, die sich über Parteigrenzen hinweg für den Erhalt der kulturellen Identität einsetzt. Im Multikulturalismus („Multikulti“) sieht sie eine Bedrohung der Vielfalt der verschiedenen Traditionen, Kulturen und Völker. Sie fordert daher eine Beschränkung der Zuwanderung, eine familienfreundliche Politik, um dem Geburtendefizit entgegenzuwirken und ein Aussterben des Volkes zu verhindern, und die Förderung heimischer Traditionen und Bräuche.
Kritiker bezeichnen die IBÖ als eine rechtsextreme Organisation, die sich in der Tradition des historischen Faschismus als „Kampfbund wehrhafter/soldatischer Männer“ sehe. Sie würde „das Volk“ als „organische Gemeinschaft“ dem Individuum überordnen und sieht es vom Zerfall bedroht. Die Bedrohung komme aus der kulturellen Herrschaft des „zersetzenden“ Liberalismus, dem egalitären Denken und dem Multikulturalismus. Für die „völkische Immunschwäche“ Europas seien eine „Umerziehung“ nach 1945 und der von der 68er-Bewegung angestoßene Wertewandel verantwortlich. Als Idealzustand würde eine Welt mit säuberlich getrennt lebenden Völkern ohne kulturelle Vermischung angestrebt. Althergebrachte rechtsextreme Ideologeme versuche die Bewegung in historisch unbelastete Begriffe zu kleiden: Statt rassistisch oder ausländerfeindlich wird etwa der Begriff „identitär“ verwendet, statt Abschiebung „Remigration“, statt Apartheid „Ethnopluralismus“, statt Überfremdung „Großer Austausch“. Da die Gruppierung zahlreiche Kriterien, die Umberto Eco für Faschismus anlegt, erfüllt und weil sie sich auch offen auf Vordenker des Faschismus wie Julius Evola oder Arthur Moeller van den Bruck bezieht, wird die IBÖ auch als neofaschistisch eingeordnet.
Das Bundesamt für Verfassungsschutz und Terrorismusbekämpfung (BVT) berichtete seit 2014 regelmäßig in den Verfassungsschutzberichten über den rechtsextremen Charakter der IBÖ.

## Strategie
Zunächst fiel die Bewegung durch Störaktionen gegen als „links“ und „multikulturell“ identifizierte Veranstaltungen auf. Dazu kam das Verteilen von Flugblättern, Sprühaktionen, Infotische und das Anbringen von Plakaten im öffentlichen Raum (etwa an Autobahnüberführungen). Seit 2015 werden verstärkt Demonstrationen und Kundgebungen veranstaltet. Durch Pressearbeit und eine professionelle Bespielung sozialer Medien wird eine große Breitenwirkung angestrebt.
In einem an die Öffentlichkeit gelangten Strategiepapier ist beschrieben, wie die Grenzen „des Sagbaren in der Gesellschaft“ verschoben werden sollen. Mit Kampagnen solle der harte Kern der Bewegung aktiviert werden und dem „neutralen Teil“ der Bevölkerung eine „gute Show“ geboten werden. Den „feindlichen Teil“, den man unter den SPÖ- und Grünwählern verortet, solle man meiden, solange diese „keine Gegner“ seien. Wenn der Boden bereitet ist, solle im Zuge eines „Anlasses (Terroranschlag, Massenvergewaltigung, Mord)“ eine „finale Kampagne“ einsetzen und ein „Bürgerparlament“ eingesetzt werden.

## Struktur
Die Identitäre Bewegung Österreich hat nach Angaben des Dokumentationsarchivs des österreichischen Widerstandes regionale Untergruppen in Wien, Niederösterreich, Oberösterreich, Salzburg, der Steiermark, Kärnten und Tirol. Ihr Bundesleiter ist Martin Sellner, Vereinsobmann ist Patrick Lenart.
2018 bei Lenart beschlagnahmte Dokumente geben Einblick, wie die Identitären in Wien aufgebaut werden sollten. Demnach sieht sich die Bewegung als politische Elite und ist autoritär-hierarchisch aufgebaut. Die Spitze der Bewegung wird von sogenannten „Hopliten“ gebildet, der Leiter der Bewegung ist „erster Hoplit“. Die „Hopliten“ müssen sich verpflichten, ihr ganzes Leben nach der Identitären Bewegung auszurichten, und dürfen kein bürgerliches Leben anstreben. Eine Stufe darunter stehen als „Fäuste der IB“ die sogenannten „Spartiaten“, die unter dreißig Jahre alt sein müssen. An der Basis stehen die „Sympathisanten“, die Mitglieder des Fördervereins sein können, aber in der Bewegung keine Rechte oder Pflichten besitzen. Ältere Sympathisanten sollen einen eigenen Block bilden und Veranstaltungen organisieren. Für Mitglieder sei regelmäßiges Boxen oder „Demotraining“ Pflicht. Zu Demonstrationen werden Schlagstöcke für Selbstverteidigungszwecke mitgeführt.

## Mitglieder und Vernetzung
Laut einem Bericht des BVT aus dem Jahr 2018 hatte der Verein damals etwa 550 Mitglieder, von denen 364 eindeutig identifiziert werden konnten. 528 Mitgliedsnummern wurden ermittelt. Unter den Mitgliedern waren 32 rechtskräftig verurteilte Straftäter, 16 davon waren wegen Gewaltdelikten, 6 wegen Verstößen gegen das Verbotsgesetz verurteilt. Von den eindeutig identifizierten Mitgliedern besaßen 75 legal eine Schusswaffe. Gegen zehn Mitglieder bestand ein Waffenverbot.
Die IBÖ bestreitet die Existenz einer Mitgliederliste oder einer formellen Mitgliedschaft; es gebe nur eine „Handvoll“ ordentlicher Mitglieder im Trägerverein, dazu rund 300 Aktivisten, die für die Ideale der Bewegung auf die Straße gehen und von denen keiner vorbestraft sei. Mit regelmäßigen Aussendungen und Rundbriefen sollen knapp 20.000 Personen erreicht werden. Medienberichte über eine angebliche Mitgliederliste bezeichnet die IBÖ als „politisch motivierte Rufmordkampagne“.
Die IBÖ ist mit Gruppen der Identitären Bewegung in anderen Ländern gut vernetzt, immer wieder wurden in Österreich und anderen Ländern gemeinsam Aktionen durchgeführt. Bei sogenannten „Sommeruniversitäten“ in Frankreich oder „Akademien“ bei Götz Kubitschek trafen Identitäre aus verschiedenen Ländern aufeinander. Internationale Kontakte bestehen u. a. auch zur neofaschistischen CasaPound Italia, zum Institut für Staatspolitik, der Pegida Dresden oder zu Publikationen wie der Blauen Narzisse.
Sehr viele der führenden Vertreter der IBÖ sind Mitglieder deutschvölkischer Burschenschaften.  Im Juni 2024 wurde in Wien ein Mitglied der Neonazi-Organisation Feuerkrieg Division wegen nationalsozialistischer Wiederbetätigung, Bildung einer kriminellen Vereinigung, Verhetzung und wegen der Aufforderung zur mit Strafe bedrohten Handlungen zu einer unbedingten Haftstrafe verurteilt. Der Angeklagte war auch bei den Identitären aktiv und trat zum Beispiel bei einer Demonstration gemeinsam mit Martin Sellner in Erscheinung. Der ÖVP stehen die Identitären gespalten gegenüber. Während die Partei einerseits als schwach und unglaubwürdig beurteilt wird, fanden die Identitären andererseits lobende Worte für Aussagen von ÖVP-Politikern wie August Wöginger oder Karl Mahrer. Letzterer forderte bei Koalitionsverhandlungen der ÖVP mit der FPÖ im Februar 2025 von der FPÖ ein Bekenntnis zur Europäischen Union und eine „klare Abgrenzung von rechtsextremen Identitären“.

### Verbindungen zur FPÖ
Nach einem 2018 erstellten „Anlassbericht“, den die Staatsanwaltschaft Graz vom BVT angefordert hatte, sind laut Taz „zahlreiche“ Politiker und Mitarbeiter der FPÖ Mitglieder der Identitären Bewegung Österreichs. Vielfache Berührungspunkte bestanden zumindest bis April 2019. Selbst in vier damals FPÖ-geführten Ministerien arbeiteten Mitarbeiter, die Kontakte zur IBÖ oder Sympathiebekundungen für die IBÖ geäußert hatten. Laut der Menschenrechtsorganisation SOS Mitmensch soll der jahrelange Rückhalt durch Politiker der FPÖ und parteinahe Medien mitverantwortlich für die erreichte Breitenwirksamkeit der IBÖ gewesen sein. Kontakte bestehen auch zu den FPÖ-Vorfeldorganisationen Ring Freiheitlicher Jugend Österreich und Ring Freiheitlicher Studenten. Die Politologin Astrid Bötticher bezeichnet die IBÖ als „außerparlamentarische[n] Arm der […] FPÖ“. Zeitweise Distanzierungen der FPÖ zu den Identitären endeten laut Bernhard Weidinger vom Dokumentationsarchiv des Österreichischen Widerstandes spätestens mit Beginn der Parteiobmannschaft von Herbert Kickl im Jahr 2021. Im Juli 2025 wurde publik, dass der führende IBÖ-Aktivist Gernot Schmidt als parlamentarischer Mitarbeiter des Wiener FPÖ-Nationalratsabgeordneten Michael Oberlechner tätig ist. Oberlechner stellte zur Beschäftigungs Schmidts fest: „Dass sich Herr Schmidt gegen die verhängnisvolle Asyl- und Migrationspolitik der letzten Jahre und Jahrzehnte engagiert, ist mir bekannt. Politischer Aktivismus ist – unabhängig von der konkreten Ausrichtung – ein Jugendphänomen und angesichts der Unbescholtenheit meines Mitarbeiters sicherlich kein Hindernis für eine Tätigkeit in den Institutionen der Demokratie.“ Zwei parlamentarischen Mitarbeiter Gernot Schmidt und Andreas Hinteregger nahmen am 25. Juli 2025 an einem von den Identitären veranstalteten Kampfsportabend und am 26. Juli an einer Demonstration in Wien teil. Schmidt agierte bei dieser sogar als Ordner.

## Finanzierung
Nach Angaben des Österreichischen Rundfunks, der Einblick in die BVT-Ermittlungsakten erhalten hatte, soll die finanzielle Unterstützung für Identitären Bewegung über Spenden auf mehrere Konten für die Vereine Verein zur Erhaltung und Förderung der kulturellen Identität, Verein für die nachhaltige Völkerverständigung und Jugendarbeit und Verein für lebendige Kultur und Brauchtumspflege erfolgen. Über ein Unternehmen, das Werbeartikel verkauft, wurde zusätzlich Geld lukriert. Der Webshop wurde im Herbst 2019 aus Angst vor einem Verbot der IBÖ an Gleichgesinnte in Deutschland abgegeben.
Im März 2018 sollen die Einnahmen in Summe bei knapp 709.000 Euro gelegen haben. Die Bewegung löste ihre Konten in Österreich sukzessive auf und verlagerte sie ins Ausland. Im Mai 2019 wurde die Auflösung des Vereins für lebendige Kultur und Brauchtumspflege aus verwaltungsrechtlichen Gründen eingeleitet. Einen Einspruch dagegen wies das oberösterreichische Landesverwaltungsgericht ab, der Verein soll nur der Abwicklung von Spenden an die IBÖ gedient haben. Gegen 22 Personen aus dem Umfeld der IBÖ ermittelt die Staatsanwaltschaft Graz wegen des Verdachts der Abgabenhinterziehung, da sie die Gemeinnützigkeit der identitären Vereine anzweifelt.
Nach eigenem Bekunden unterstützen etwa 500 regelmäßige Förderer die Bewegung mit monatlichen Beiträgen. Im Jahr 2018 habe man darüber hinaus etwa 600 Einzelspenden erhalten.

## Verbotenes Symbol
Seit dem 28. Juli 2021 sind die Symbole der Gruppierung Identitäre Bewegung Österreich (IBÖ) und ihrer Tarnorganisation Die Österreicher (DO5) in Österreich verbotene Symbole. Es ist daher seither verboten, Symbole dieser Gruppierungen in der Öffentlichkeit einschließlich unter Zuhilfenahme elektronischer Kommunikationsmittel darzustellen, zur Schau zu stellen, zu tragen oder zu verbreiten. Als Symbole sind auch Abzeichen, Embleme und Gesten anzusehen.